# Činovi i oznake časnika kopnenih vojska NATO-a

## Zastavni časnici/Generali (OF 10 - 6)
- 1 Počasni vojni čin

## Warrant officers (WO5 - 1)
Warrant officers ne postoji u Hrvatskoj vojsci.
- 4 Grčka ima samo jedan stupanj warrant officers.
- Države, koje nisu navedene, ne koriste časničke činove warrant officers, ne poznaju te stupnjeve ili se smatraju drugim čiovima